# Губків
Гу́бків — село в Україні, у Рівненському районі Рівненської області. Населення становить 788 осіб.
Найцікавіші місця для приїжджих — це ландшафтний парк у самісінькій долині річки Случ. Він входить у сотню чудес світу. Також тут збереглися руїни Губківського замку XV століття. До сьогодні залишились лише частина стін та декілька башт, а також засипаний замковий колодязь. Село раніше було центром Губківської сільської ради. Наразі у складі Соснівської селищної громади.

## Географія
Розташоване на правому березі річки Случ.

## Історія

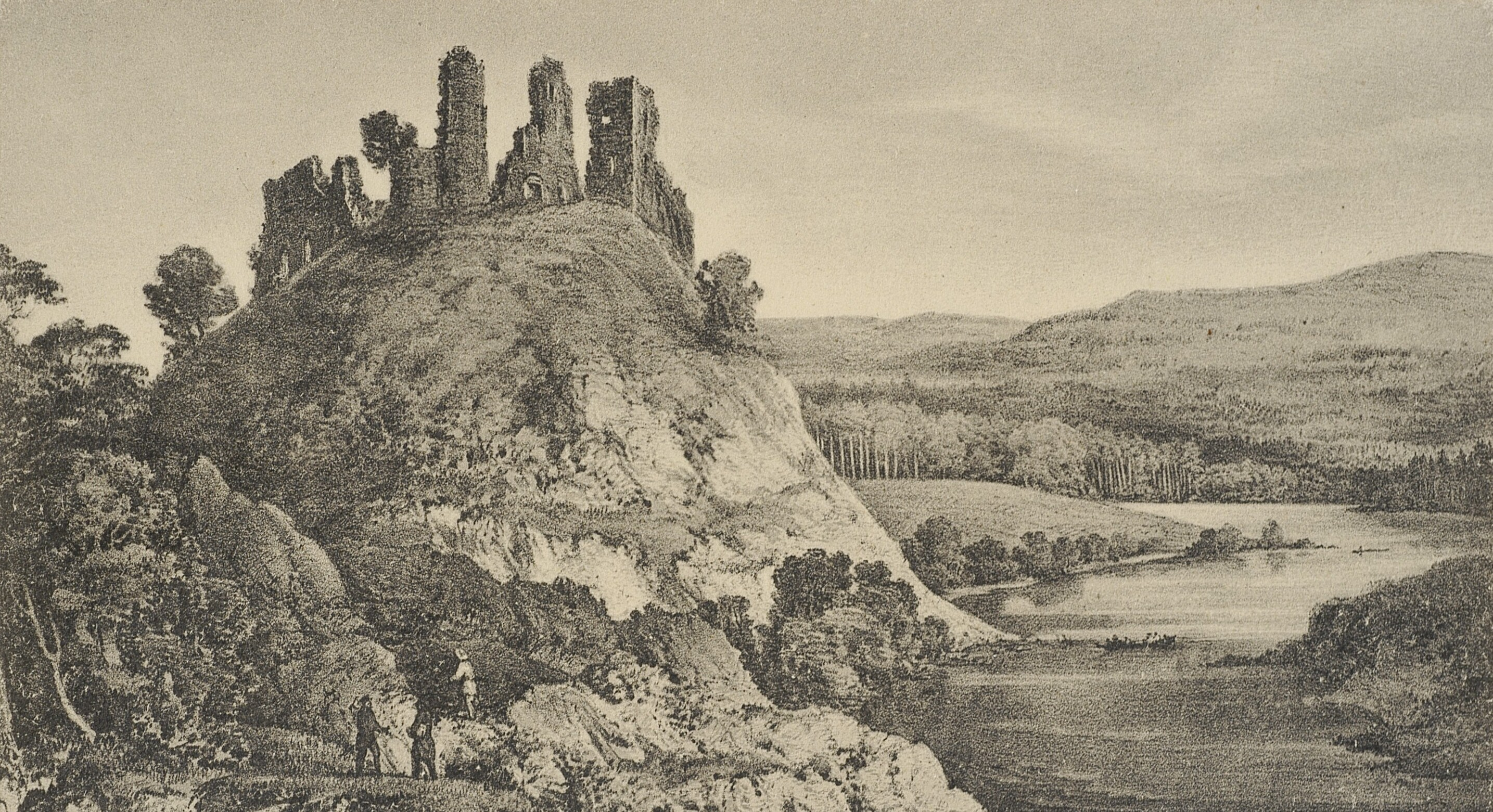
Губківський замок. Наполеон Орда

Вперше у письмових джерелах Губків згадується 1504 р., коли замок і містечко зруйнували татари. У пізніших актах іноді іменувався як Хупків.
У XV ст. тут був побудований оборонний замок, руїни якого досі збереглися на високому березі на околиці села.
З першої половини XVI ст. власниками Губкова були руські шляхтичі Семашки, у XVII ст. переходить до русинів Даниловичів, потім — Цетнерів. Після одруження Терези Теофілі Цетнер з Юзефом Потоцьким (белзький староста) містечко стало власністю (чи у посіданні) представників роду Потоцьких. Син Юзефа Франциск Салезій 1744 року продав тучинський та губківський «ключі» магнату Станіславу Любомирському — дідичу Рівного.
Містечко й замок зазнавали частих нападів. Так, 1596 р. замком заволоділи війська Григорія Лободи. У маніфесті 1704 р. зазначалося, що містечко під час постоїв московського війська пограбоване і знищене й у ньому не залишилося жодної корчми чи винниці. 1708 р. губківський замок зруйнували шведи, а місто занепало, перестали проводитися ярмарки і торги. В 1727 р. на все село залишилося всього 38 дворів. Тому 1729 р. вцілілі жителі переселилися за р. Случ і заснували нове поселення — Людвипіль (тепер — Соснове).

## Населення
За переписом населення 2001 року в селі мешкали 784 особи.

### Мова
Розподіл населення за рідною мовою за даними перепису 2001 року:
| Мова       | Відсоток |
| ---------- | -------- |
| українська | 99,62 %  |
| білоруська | 0,13 %   |
| російська  | 0,13 %   |

## Пам'ятки
- Церква
- Губківський замок — руїни.

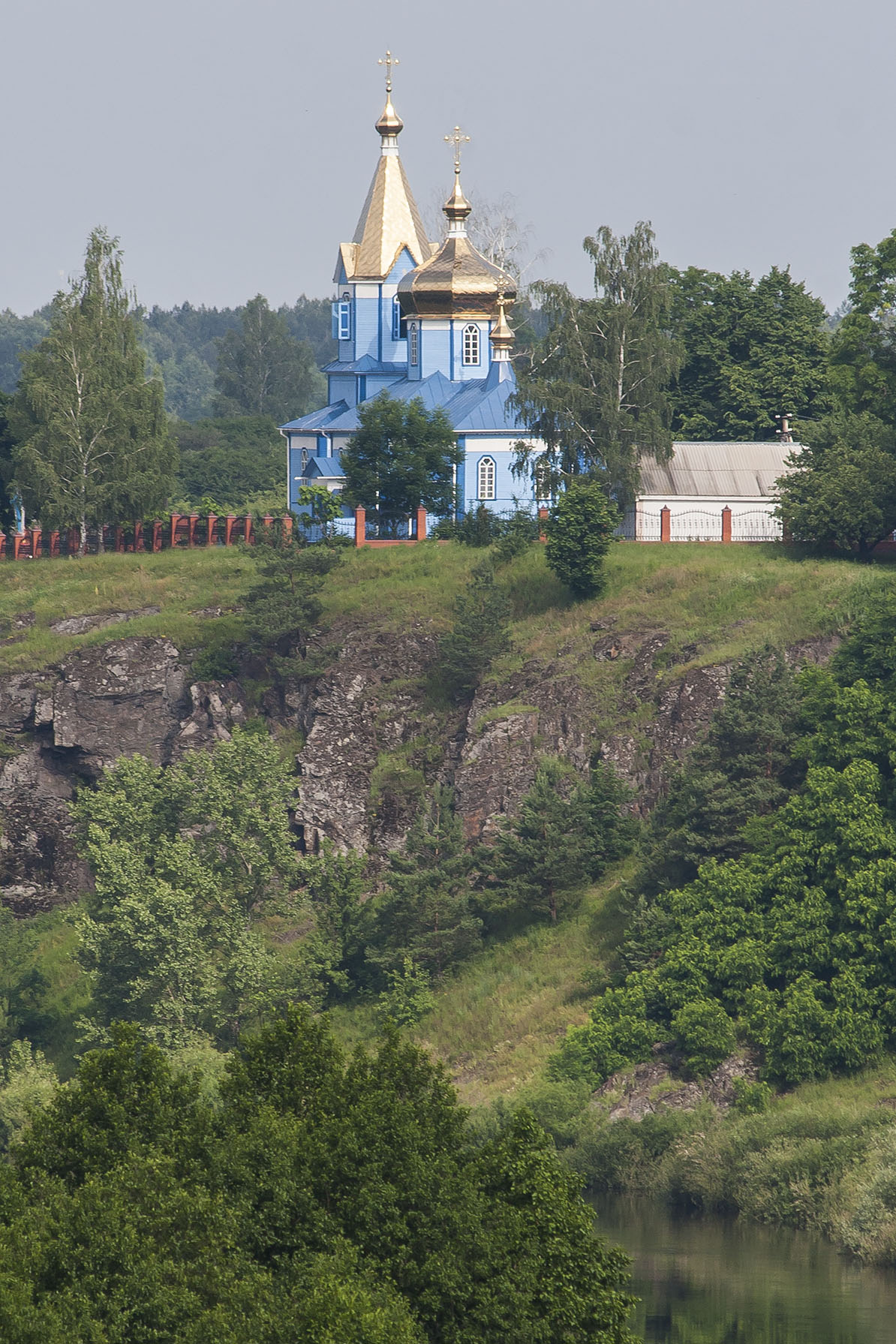
Церква у селі Губків над річкою Случ
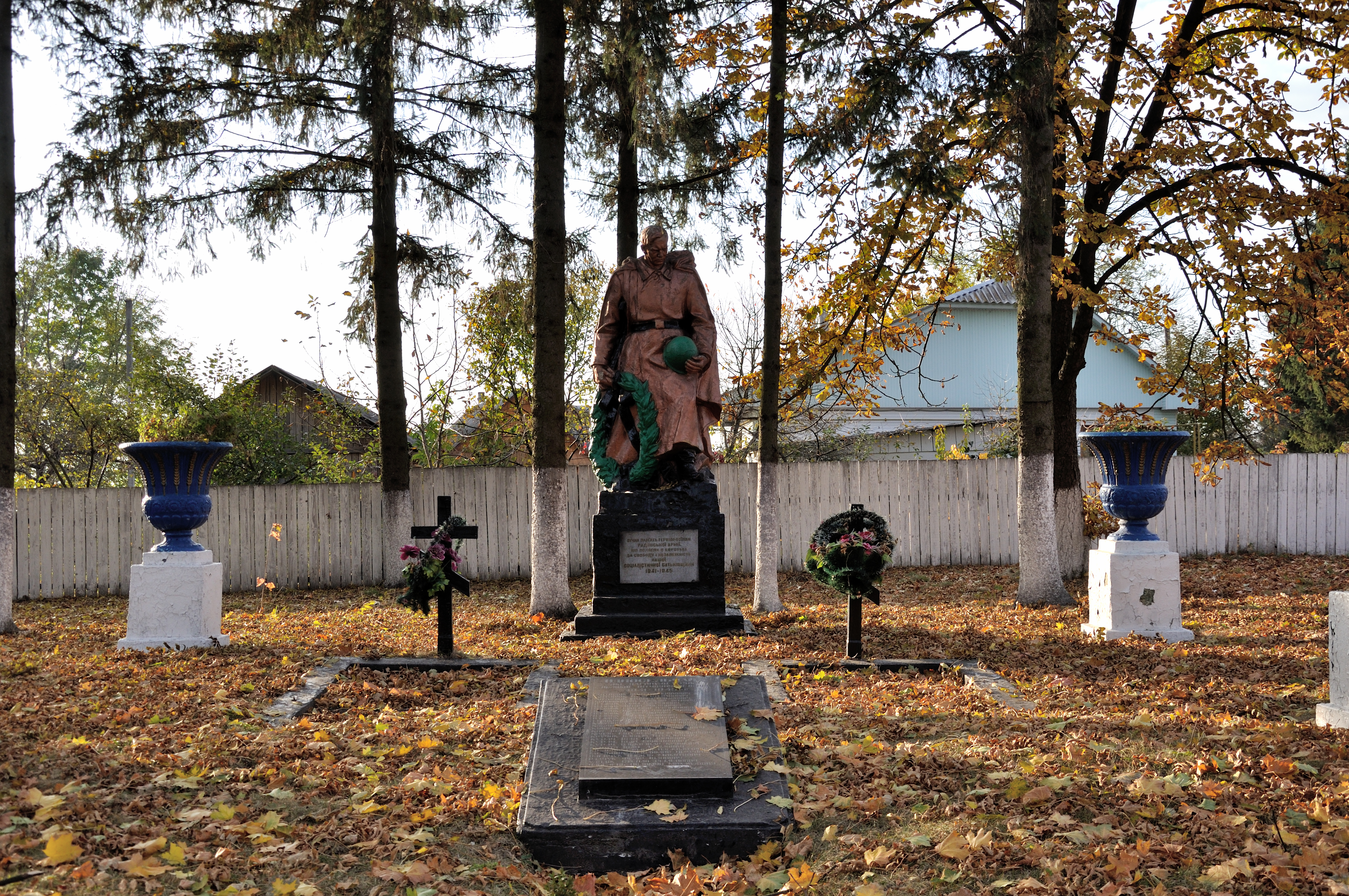
Братська могила радянських воїнів і пам'ятник воїнам-односельчанам, с. Губків